# Dine Potter
Dine Potter (geb. 4. September 1975) ist eine ehemalige antiguanische Sprinterin.
Sie trat bei den Olympischen Spielen 1996 in Atlanta an. Mit den Teamkolleginnen Sonia Williams, Charmaine Thomas und Heather Samuel lief sie in der 100-Meter-Staffel und der 400-Meter-Staffel an. Beide Male schied das Team schieden in der Vorrunde aus.